# Vellinge kyrka

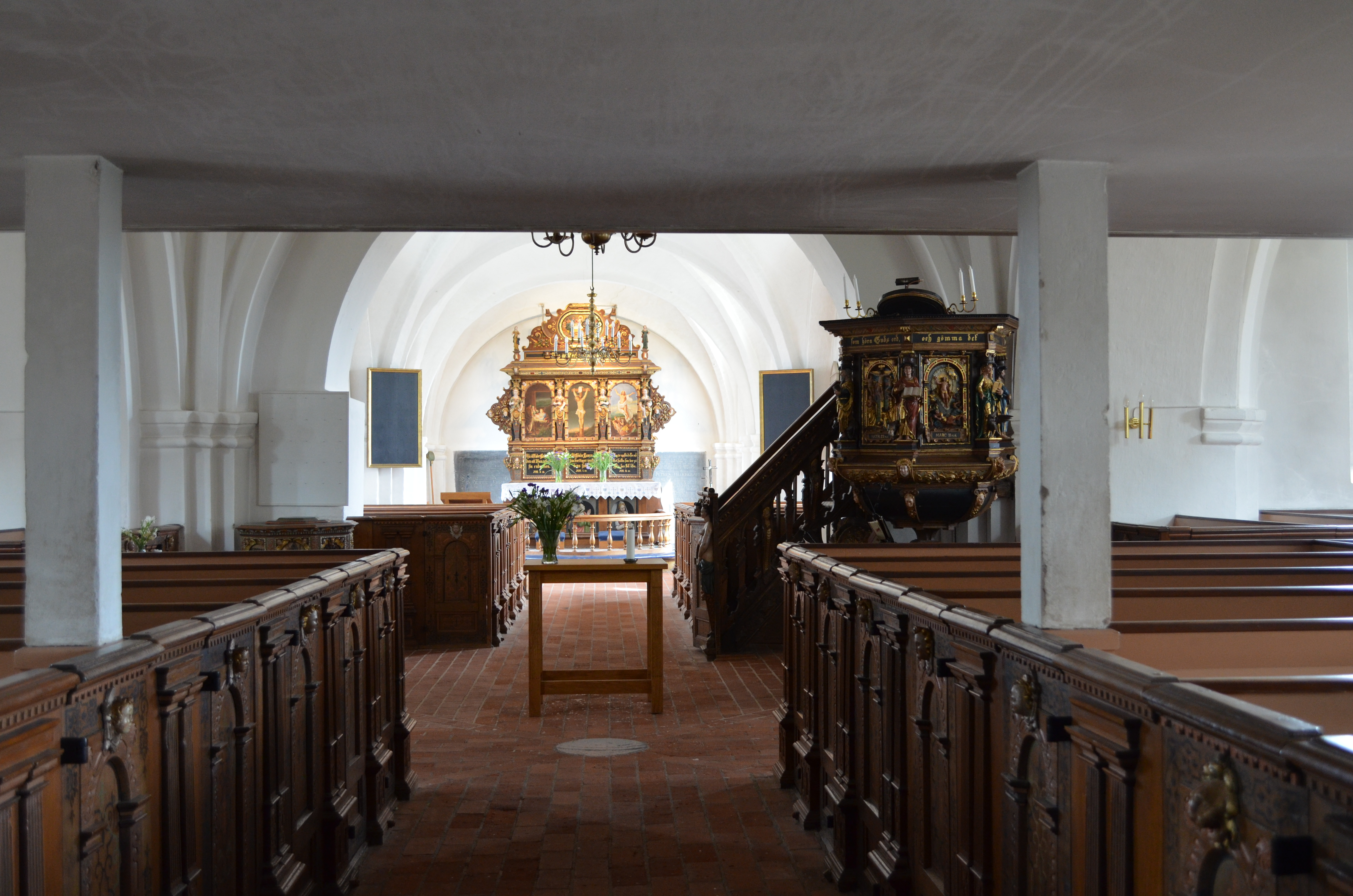
Vellinge kyrkas kyrkosal

Vellinge kyrka är en kyrkobyggnad i Vellinge i Lunds stift. Den är församlingskyrka i Vellinge-Månstorps församling.

## Kyrkobyggnaden
Kyrkan byggdes ursprungligen i romansk stil, troligen under 1100-talet. På 1400-talet byggdes ett torn och samma århundrade försågs kyrkorummet med valv. 1500 gjordes en förlängning av koret. 1790–1791 byggdes tornet om. Två korsarmar uppfördes under 1850-talet efter Carl Georg Brunius ritningar. Nuvarande sakristia tillkom 1910. I kyrkan finns romanska kalkmålningar bevarade, men dessa skyms av valven.

## Inventarier
Predikstolen snidades 1606 och altaruppsatsen 1608. Jacob Kremberg är upphovsman till de båda. Dopfunten av trä har en åttkantig skål och är från 1632. På skålens sidor finns reliefer med bibelscener. I norra korsarmen hänger ett processionskrucifix av trä som troligen är skuret på 1400-talet av Törringemästaren. Av tornets kyrkklockor är storklockan från 1500-talet och omgjuten 1877. Lillklockan är från 1400-talet.

### Orgel
- 1833 byggde Anders Larsson, Ystad en orgel med 8 stämmor.
- 1885 byggde Rasmus Nilsson, Malmö en orgel med 12 stämmor.
- 1911 byggde A Lindgren, Malmö en orgel.
- Den nuvarande orgeln byggdes 1950 av Frederiksborgs Orgelbyggeri, Hilleröd, Danmark och är en mekanisk orgel. Den renoverades och omändrades 1968 av J. Künkels Orgelverkstad AB, Lund.

| Huvudverk I     | Svällverk II      | Pedal          | Koppel |
| Principal 8´    | Rörflöjt 8´       | Subbas 16´     | I/P    |
| Gedackt 8'      | Salicional 8'     | Principal 8'   | II/P   |
| Oktava 4'       | Principal 4'      | Bauernflöjt 4' | II/I   |
| Gedacktflöjt 4' | Blockflöjt 4'     |                |        |
| Oktava 2'       | Kvinta 2 2/3'     |                |        |
| Mixtur 5 chor   | Nachthorn 2'      |                |        |
| Dulcian 8'      | Scharf 3 chor     |                |        |
|                 | Crescendosvällare |                |        |

## Bildgalleri

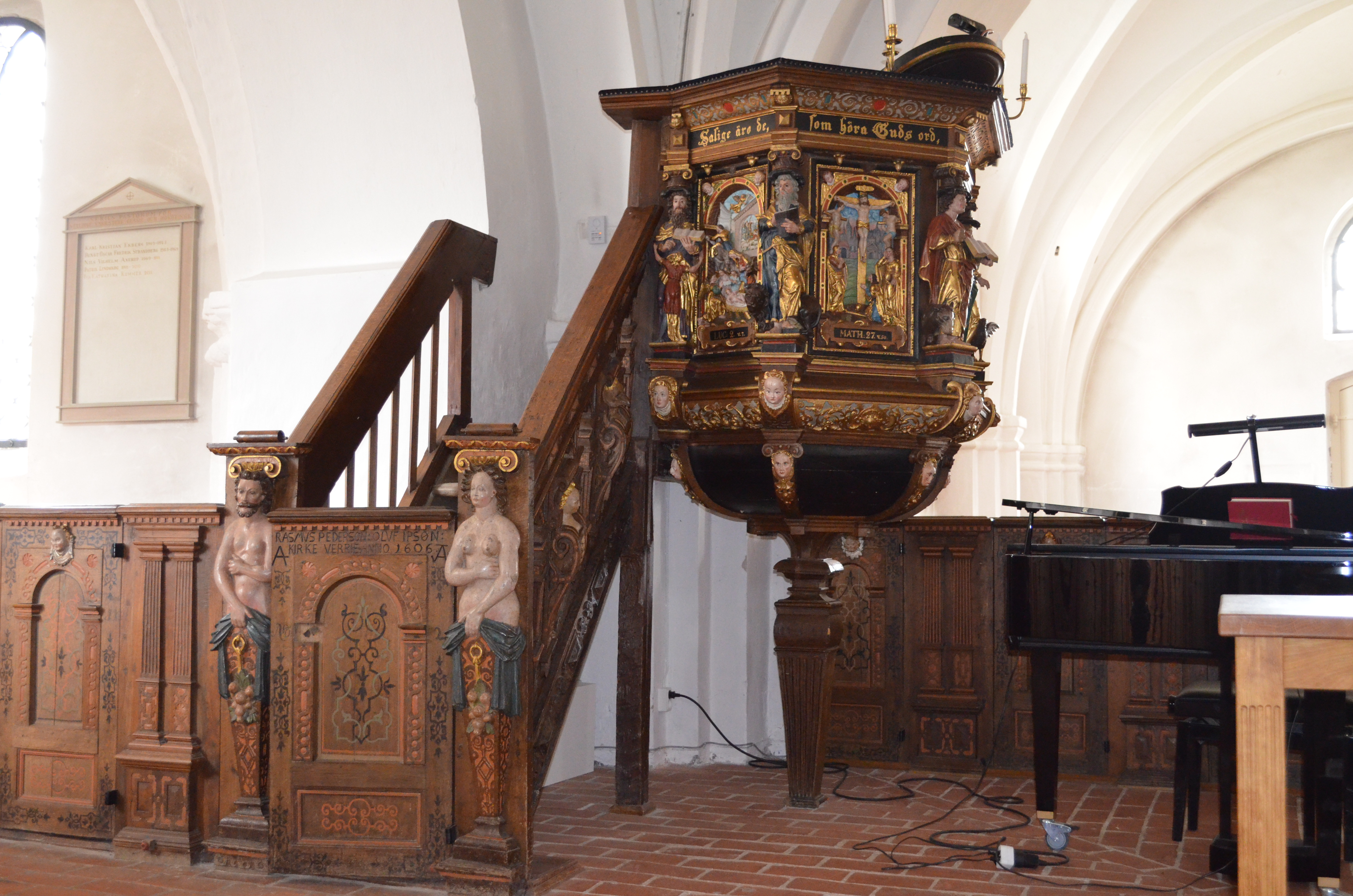
Vellinge kyrkas predikstol

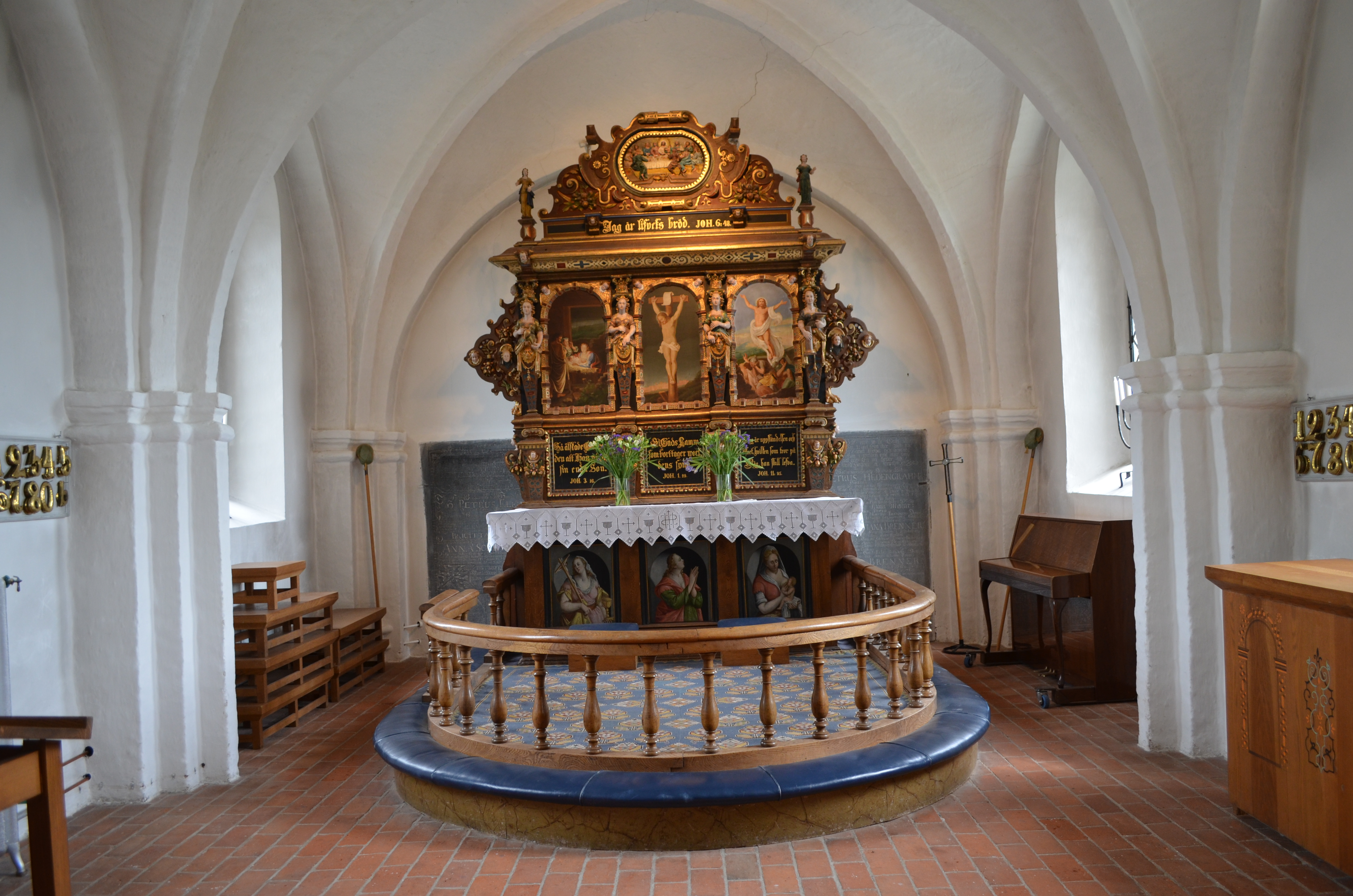
Vellinge kyrkas Altare

### Webbkällor
- Information från kommunen
- Församlingen informerar
- Åsbo Släkt- och Folklivsforskare